# الجورة (عسقلان)
الجورة (الجورا) قرية  فلسطينية من قرى عسقلان تقع على الساحل الفلسطيني، احتلها اليهود بتاريخ 5 نوفمبر 1948 ضمن الأراضي الفلسطينية التي استولوا عليها.

## الجغرافيا
تقع الجورة على شاطئ البحر الأبيض المتوسط على بعد 2 كم غرب مدينة مجدل عسقلان وعلى بعد 21 كم شمال مدينة غزة عند التقاء دائرة 31و40 شمالاً وخط طول 34و35 شرقاً، وقد كانت على مدى تاريخها الطويل ذات شأن اقتصادي بسبب مينائها البحري وموقعها الاستراتيجي القريب من الحدود المصرية ومواجهتها للقادمين من البحر تجارا وغزاة، وقد كانت منذ القدم محطة هامة من سلسلة المحطات الممتدة على طول السهل الساحلي الفلسطيني، حيث اعتادت القوافل التجارية والحملات العسكرية المرور بها للراحة والتزود بالمؤن. وفي العصر الحديث أصبحت محطة هامة لخط سكة حديد القنطرة حيفا، كما يمر بها الطريق المعبد الرئيسي الذي يخترق فلسطين من الجنوب إلى الشمال على طول الساحل.
بها مقام رأس الحسين الذي كان مزارًا من العصر الفاطمي يقع على تل خارج الجورة والذي اشتهر بأنه كان يحمل رأس الحسين بن علي؛ دمره الجيش الإسرائيلي سنة 1950، ويعتقد أن عملية الهدم كانت مرتبطة بالجهود المبذولة لطرد العرب الفلسطينيين المتبقين في المنطقة.

## التاريخ
سميت بجورة عسقلان لتمييزها عن القرى الأخرى ذات نفس الاسم، أنشئت فوق بقايا قرية قديمة من الفترة الرومانية عرفت باسم جاغور، تظهر القرية بالوثائق العثمانية العائدة للقرن السادس عشر تحمل اسم جورة الحجة وكانت تقع ضمن لواء غزة، وعدد سكانها 253 نسمة، زار الرحالة الشامي المتصوف مصطفى البكري الصديقي المنطقة. كان شكلها مستطيل كان لهم سوقا مسجدا ومضافة ومدرسة الحقت بها عام 1919 ودرس فسها 206 طالبا في أربعينيات القرن الماضي، كان يعقد فيها موسم سنوي يأتيه الناس من لواء غزة للسباحة وحضور الاحتفالات الدينية، اعتمدت القرية على صيد الأسماك والطيور وكانت تملك القرية أشجار حمضيات وعنب ومشمش وتفاح ولوز، كان 481 دونم مخصص للحمضيات والموز، و2795 مخصصا للحبوب 7198 دونما مروياً أو مخصصاً للبساتين وكان يعمل سكانها أيضاً بصناعة شبكات الصيد والسلال وتعتبر الجورة من أهم مراكز الصيد في فلسطين وكانت قد اشتهرت في الماضي في تصدير التفاح للقدس والتين لغزة، الجورة من المساكن القديمة بجوار مدينة عسقلان التاريخية. وهي مركز فلسطين في زمن فتح عمر بن العاص لفلسطين. عام 1922 سكن في الجورة 1326 نسمة بلغوا 1752 نسمة عام 1931 بينهم 863 من الذكور و889 من النساء، وفيها 896 بيتا وعام 1945 قدر عدد سكانها 2420 نسمة.

## احتلال القرية
كانت الجورة من أوائل الأهداف التي قصفتها الطائرات الإسرائيلية، في عملية يوآف في 15 تشرين الأول/أكتوبر عام 1948

## القرية اليوم
لم يبق منها سوى منزل واحد، تنتشر بها شجيرات العوسج والعليق على أقسام من الموقع، امتدّت مدينة أشكلون على أراضي القرية وغطتها

## أعلام
- أحمد ياسين
- سعيد صيام
- صلاح البردويل
- سعيد المسحال[9]